# Cryoprécipité
Le cryoprécipité est le précipité obtenu par la décongélation lente à froid (4 °C) d'un plasma sanguin suivie d'une centrifugation et de la séparation du surnageant. C'est la première étape de fractionnement du plasma.
Ce cryoprécipité est riche en facteur VIII (facteur antihémophilique A), facteur von Willebrand et fibrinogène (Facteur I). C'est la première méthode de préparation artisanale de facteur VIII utilisée par les établissements de transfusion en fin des années 1960 pour soigner les hémophiles A. Ces cryoprécipités (CP VIII) étaient alors poolés en lots issus de cinq à six donneurs de sang et devaient être conservés congelés. Il était également souhaitable de respecter les règles transfusionnelles des plasmas dans les systèmes ABO et RH. Ensuite, au début des années 1980 sont apparues des fractions concentrées industrielles, mais toujours issues de la cryoprécipitation, de conservation plus simple (4 °C ou température ambiante) et de perfusion plus rapide (100 ml -lyophilisat- puis 20 ml en IV). Ces lots industriels de produit étaient préparés à partir de centaines, voire d'un millier de dons de sang, et donc de donneurs, d'où la contamination massive des hémophiles, tant par le VIH à partir du début des années 1980 et avant l'apparition de l'inactivation par chauffage en 1985, que par l'hépatite C avant l'inactivation par solvant-détergent (inactivation S.D.) en 1987, un seul don suffisant à contaminer un lot entier de produit, lot destiné à des dizaines de malades.